# Bulletin de la Société chimique de France
Le Bulletin de la Société chimique de France (abrégé en Bull. Soc. chim. Fr.) est une revue scientifique à comité de lecture, publiée par la Société chimique de France. Le Bulletin publie des articles de recherche dans tous les domaines de la chimie.

## Histoire
1858-1863
- Répertoire de chimie pure (Charles Adophe Wurtz[2]), vol. 1-6 (1858-1863)  (ISSN 0037-8968).
- Répertoire de chimie appliquée (Charles-Louis Barreswil)[3], vol. 1-5 (1859-1863)  (ISSN 0991-7276).

1864-1906

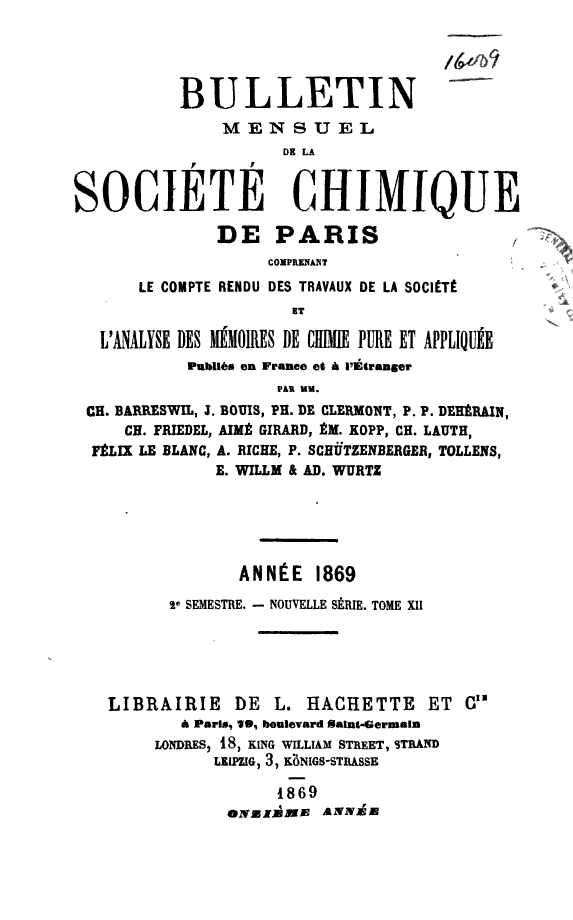
Page de couverture du
Bulletin mensuel
de la Société chimique de Paris
1869

- Bulletin mensuel de la Société chimique de Paris, nouvelle série, vol. 1-50 (1864-1888)  (ISSN 0037-8968).
- Bulletin mensuel de la Société chimique de Paris, 3e sér., vol. 1-36 (1889-1906)  (ISSN 0037-8968).

1907-1933
- Bulletin de la Société chimique de France, 4e sér., vol. 1-28 (1907-1920)  (ISSN 0150-9888).
- Bulletin de la Société chimique de France, 4e sér., vol. 29-54 (1921-1933)  (ISSN 0370-8985).

1934-1946
- Bulletin de la Société chimique de France : Mémoires, 5e sér., vol. 1-12 (1934-1945)  (ISSN 0366-3132).
- Bulletin de la Société chimique de France : Documentation, 5e sér., vol. 1-12 (1933-1946)  (ISSN 0366-3116).

1946-1972
- Bulletin de la Société chimique de France, 5e sér., vol. 13-39  (ISSN 0037-8968).

1973-1984
- Bulletin de la Société chimique de France. Partie 1 : Chimie analytique, chimie minérale, chimie physique, 5e sér., vol. 40-51  (ISSN 0037-8968).
- Bulletin de la Société chimique de France. Partie 2 : Chimie moléculaire, organique et biologique, 5e sér., vol. 40-51  (ISSN 0037-8968).

1985-1997
- Bulletin de la Société chimique de France, 5e sér., vol. 52-64  (ISSN 0037-8968)

1998
- La revue est absorbée par le European Journal of Organic Chemistry et le European Journal of Inorganic Chemistry, créés par la fusion de diverses publications européennes[4] :
  - Acta Chimica Hungarica, Models in Chemistry ;
  - Anales de Química ;
  - Bulletin des sociétés chimiques belges
  - Bulletin de la Société chimique de France
  - Chemische Berichte
  - Chimika Chronika
  - Gazzetta Chimica Italiana
  - Liebigs Annalen
  - Polish Journal of Chemistry
  - Recueil des Travaux Chimiques des Pays-Bas
  - Revista Portuguesa de Química